# Campoplex dorsalis
Campoplex dorsalis là một loài tò vò trong họ Ichneumonidae.